# Euplexia dilutiapicata
Euplexia dilutiapicata là một loài bướm đêm trong họ Noctuidae.